# Deltepilissus infernalis
Deltepilissus infernalis là một loài bọ cánh cứng trong họ Bọ hung (Scarabaeidae).